# أولجا جوفورتسوفا
أولجا جوفورتسوفا (الروسية: Говорцова, Ольга Алексеевна) مواليد 23 أغسطس 1988 في بينسك، الاتحاد السوفيتي، هي لاعبة كرة مضرب بيلاروسية بدأت مسيرتها كمحترفة سنة 2002 تلعب باليد اليمنى وتحتل حالياً المرتبة 73 (8 فبراير 2016) في تصنيف رابطة محترفات كرة المضرب. هي إحدى بطلات الجراند سلام. شاركت في دورة الألعاب الأولمبية الصيفية.

## النهائيات

### البطولات الممتازة

#### الزوجي: 2 (الألقاب 1, الوصافة 1)
| الحصيلة | السنة | البطولة                    | الأرضية | الشريك         | المنافس                      | النتيجة               |
| ------- | ----- | -------------------------- | ------- | -------------- | ---------------------------- | --------------------- |
| الوصافة | 2008  | بطولة تشارلستون            | صلبة    | إدينا جالوفيتس | كاترينا سريبوتنيك أي سوجياما | 2–6, 2–6              |
| الفوز   | 2010  | بطولة الصين المفتوحة للتنس | صلبة    | شوانغ شيا جونغ | جيزيلا دولكو فلافيا بينيتا   | 7–6(7-2), 1–6, [10–7] |

## روابط خارجية
- أولجا جوفورتسوفا على موقع رابطة محترفات التنس (الإنجليزية)
- أولجا جوفورتسوفا على موقع الاتحاد الدولي لكرة المضرب (الإنجليزية)
- أولجا جوفورتسوفا على موقع كأس بيلي جين كينغ (الإنجليزية)
- أولجا جوفورتسوفا على موقع خلاصة التنس.كوم (الإنجليزية)
- أولجا جوفورتسوفا على موقع إي إس بي إن.كوم (الإنجليزية)
- أولجا جوفورتسوفا على موقع أوليمبيديا (الإنجليزية)